# Sela (Edom)

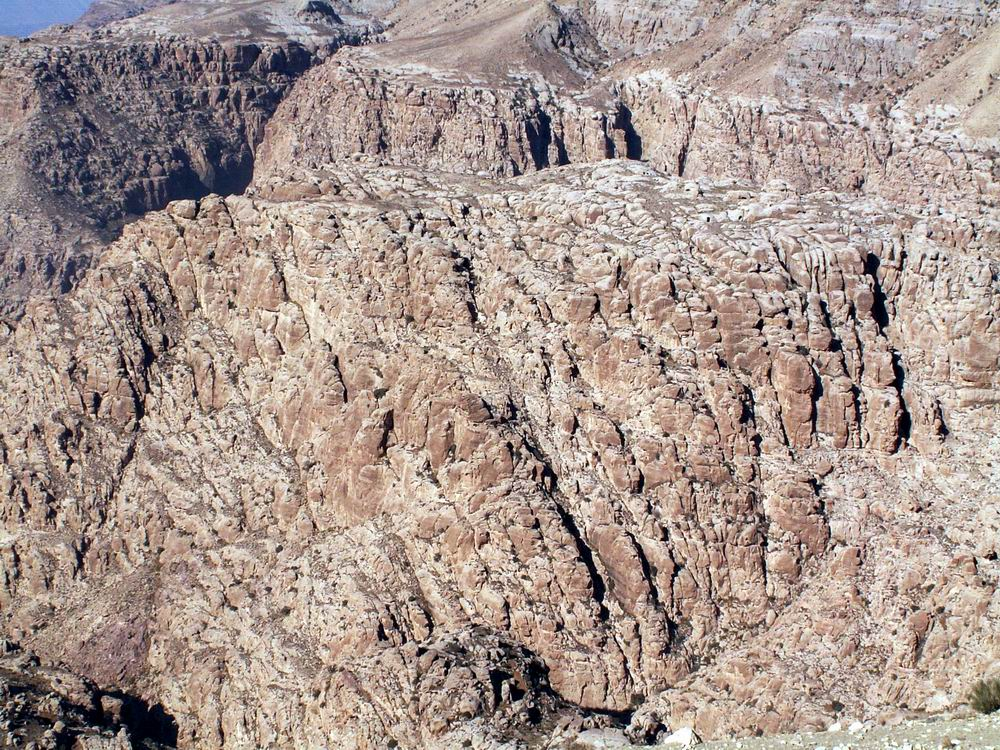
Antigua Sela vista desde el pueblo de As Sala'.

Sela o Selá (en árabe السلع y en hebreo סֶּלַע, transliterado Sela‛, "roca" o "hendidura de roca"; árabe: as-Sala‛, griego: πέτρα y latín: petra) fue una ciudad-fortaleza, capital de Edom, encrucijada de caminos caravaneros. 
Aunque han sido varios los lugares que se han podido señalar como Sela (Umm el-Bayyara entre otros), su identificación más reciente la ubica en un promontorio de As Sala', aproximadamente a 4 km al noroeste de Basira o Buseira (antigua Bosra) y 8 km al sudoeste de Tafila (que en la Biblia aparece como Tofel) en la gobernación de Tafila, Jordania. Petra, capital del antiguo reino nabateo se encuentra a unos 80km al sur de Sela.
Según la Biblia, Sela estaba situada en el gran valle que se extiende desde el Mar Muerto hasta el Mar Rojo, cerca del monte Hor, cercano al desierto de Zin. La llamaban 'la Roca'. Cuando la conquistó Amasías (796-767 a. C.), rey de Judá, la llamó Jocteel, también Jokteel o Joktheel (en hebreo: יָקְתְאֵל, Yoqtĕ-'Ēl, "la bendición de Dios" o "sometido por Dios"; en latín: Jectehel) o Kathoel (en griego: Καθοηλ) en la Septuaginta. También es mencionada por los profetas Isaías y Abdías como condenada a la destrucción.

## Yacimiento
Como ciudad fortificada de los edomitas, pasó por diferentes conquistas y el último rey del Imperio Neobabilónico Nabónido (556-539 a. C.) dejó su impronta en la roca donde se situaba el asentamiento mediante un gran relieve, probablemente para conmemorar sus victorias militares. En el relieve, descubierto en 1994, de 6 metros cuadrados están representados el rey y los símbolos sagrados de la luna (dios Sin), el sol (dios Shamash) y la estrella (diosa Ishtar) y treinta líneas de texto.
Además se han encontrado restos de ocupación desde finales de la Edad del Bronce hasta la época nabatea y romana, entre ellas, estructuras excavadas como casas y un sistema de cisternas y canales que dan idea de la importancia que tendría el agua para sus habitantes.